# Chitty Chitty Bang Bang (filme)
Chitty Chitty Bang Bang (no Brasil: O Calhambeque Mágico) é a adaptação de um livro de Ian Fleming (criador do Agente 007), chamado Chitty-Chitty-Bang-Bang: The Magical Car.

## Sinopse
Dick Van Dyke interpreta o excêntrico inventor de nome Caractacus Potts,  o qual se torna responsável pela criação de um carro extraordinário, que não apenas anda, mas também voa e flutua, conduzindo ele, seu pai (Lionel Jeffries), seus filhos (Heather Ripley e Adrian Hall) e sua bela namorada (Sally Ann Howes) ao mundo mágico dos piratas, castelos e aventuras sem fim! Juntos, enfrentam o Barão Bomburst (Gert Fröbe) e outros vilões macabros. Também se destaca no elenco James Robertson Justice, como Lorde Scrumptious.

## Elenco
- Dick Van Dyke (Caractacus Potts)
- Sally Ann Howes (Truly Scrumptious)
- Lionel Jeffries (Avô Potts)
- Gert Fröbe (Barão Bomburst)
- Anna Quayle (Baronesa Bomburst)
- James Robertson Justice (Lorde Scrumptious)
- Heather Ripley (Jemina)
- Adrian Hall (Jeremy)
- Desmond Llewelyn (Coggins)
- Arthur Mullard (Cyril)
- Davy Kaye (Comandante)
- Barbara Windsor (Loira)
- Peter Arne (Capitão da guarda)
- Benny Hill (Criador de brinquedos)
- Robert Helpmann

## Premiações
- Recebeu uma indicação ao Oscar de Melhor Canção Original ("Chitty Chitty Bang Bang").
- Recebeu 2 indicações ao Globo de Ouro, nas categorias de Melhor Trilha Sonora e Melhor Canção Original ("Chitty Chitty Bang Bang").